# Биккуловский сельсовет (Бижбулякский район)
Биккуловский сельсовет — муниципальное образование в Бижбулякском районе Башкортостана.

## История
Согласно «Закону о границах, статусе и административных центрах муниципальных образований в Республике Башкортостан» имеет статус сельского поселения.

## Население
| 2002 | 2009  | 2010  | 2012 | 2013 | 2014 | 2015 |
| ---- | ----- | ----- | ---- | ---- | ---- | ---- |
| 1214 | ↘1179 | ↘1004 | ↘967 | ↘919 | ↘874 | ↘856 |
| 2016 | 2017  |       |      |      |      |      |
| ↘849 | ↘837  |       |      |      |      |      |

## Состав сельского поселения
| № | Населённый пункт | Тип населённого пункта       | Население |
| - | ---------------- | ---------------------------- | --------- |
| 1 | Биккулово        | село, административный центр | ↘231      |
| 2 | Дюсяново         | село                         | ↘413      |
| 3 | Каныкаево        | село                         | ↘360      |